# Глинне (Калузька область)
Глинне (рос. Глинное) — присілок в Мещовському районі Калузької області Російської Федерації.
Населення становить 10 осіб. Входить до складу муніципального утворення Місто Мещовськ.

## Історія
Від 2004 року входить до складу муніципального утворення Місто Мещовськ.

## Населення
| 2002 | 2010 |
| ---- | ---- |
| 9    | ↗10  |